# Мона Юганнессон
Мона Юганнессон (швед. Mona Johannesson нар. 18 вересня 1986, Гускварна) — шведська модель. Вважається однією з топмоделей країни.

## Кар'єра
На 14-річну Мону Юганнессон скаути міжнародного модельного агентства IMG Models звернули увагу під час її перебування на кінно-спортивному шоу в Гетеборзі, Швеція. Поки Мона навчалася в школі, її модельна діяльність була обмежена в часі. Після закінчення школи вирушила до Лондону.
Серйозний успіх прийшов, коли в її фотосесії в журналі Fjords було відтворено деякі з найвідоміших образів британської супермоделі Кейт Мосс, після чого відомі видання, серед яких і журнал Vogue, охрестили Юганнессон майбутньою Кейт Мосс, а також «Бебі Кейт».
Мона Юганнессон брала участь у численних показах мод, працюючи для Chanel, Dolce & Gabbana, Nina Ricci, Miu Miu, Burberry. Її лістинг рекламних кампаній включає Armani Exchange, Boucheron Jewelry, Bulgari, Burberry Blue, Cacharel, Costume National, Filippa K, Hogan, Hugo Boss, H&M Divided, iBlues, J.Crew, Kurt Geiger, Les Printemps, Nina Ricci, Tse Cashmere, Ungaro Fuchsia, а також Valentino RED.
Зріст моделі становить 172 см, що значно нижче сучасних стандартів моди.
Володіє невеликою кінною фермою в околицях міста Векше, де займається верховою їздою.